# Красногузый попугай Максимилиана
Красногузый попугай Максимилиана (лат. Pionus maximiliani) — птица семейства попугаевых.

## Внешний вид
Длина тела 29—30 см, хвоста — 7 см; вес — 225—275 г. Окраска оперения зелёная. Передняя часть головы зелёная, с чёрной уздечкой и теменем. Спина и крылья тёмные, оливково-зелёного цвета. Брюшко чуть светлее. Грудка сине-зелёная, темя и лоб серо-зелёные с тёмной каймой. Внутренняя сторона хвоста красная, к концу видна жёлто-зелёная полоса. Верхняя сторона хвостовых перьев включает несколько цветов: крайние перья синего цвета, с красным участком ближе к основанию; средние, рулевые — зелёные. Вокруг глаз имеется голая зона, позади и впереди глаза она серого цвета, а над и под глазом — белая. Надклювье у основания серовато-чёрное, подклювье и кончик соломенно-жёлтый. Окраска самцов и самок одинаковая.

## Распространение
Обитает на северо-востоке Аргентины и юго-востоке Бразилии.

## Образ жизни
Населяют кроны галерейных тропических лесов равнинных и горных областей до высоты 1500 м над уровнем моря. Питаются плодами, семенами и вегетативными частями растений, иногда залетают на плантации кукурузы.

## Размножение
Гнездовой сезон начинается в сентябре-октябре. Гнёзда помещают в дуплах деревьев высоко от земли. В кладке 2—4 яйца. Насиживание длится 26 дней.

## Классификация
Вид включает в себя 4 подвида:
- Pionus maximiliani lacerus Heine, 1884
- Pionus maximiliani maximiliani (Kuhl, 1820)
- Pionus maximiliani melanoblepharus Ribeiro, 1920
- Pionus maximiliani siy Souance, 1856